# Dorymyrmex thoracicus
Dorymyrmex thoracicus is een mierensoort uit de onderfamilie van de Dolichoderinae. De wetenschappelijke naam van de soort is voor het eerst geldig gepubliceerd in 1916 door Gallardo.